# Etnias da China

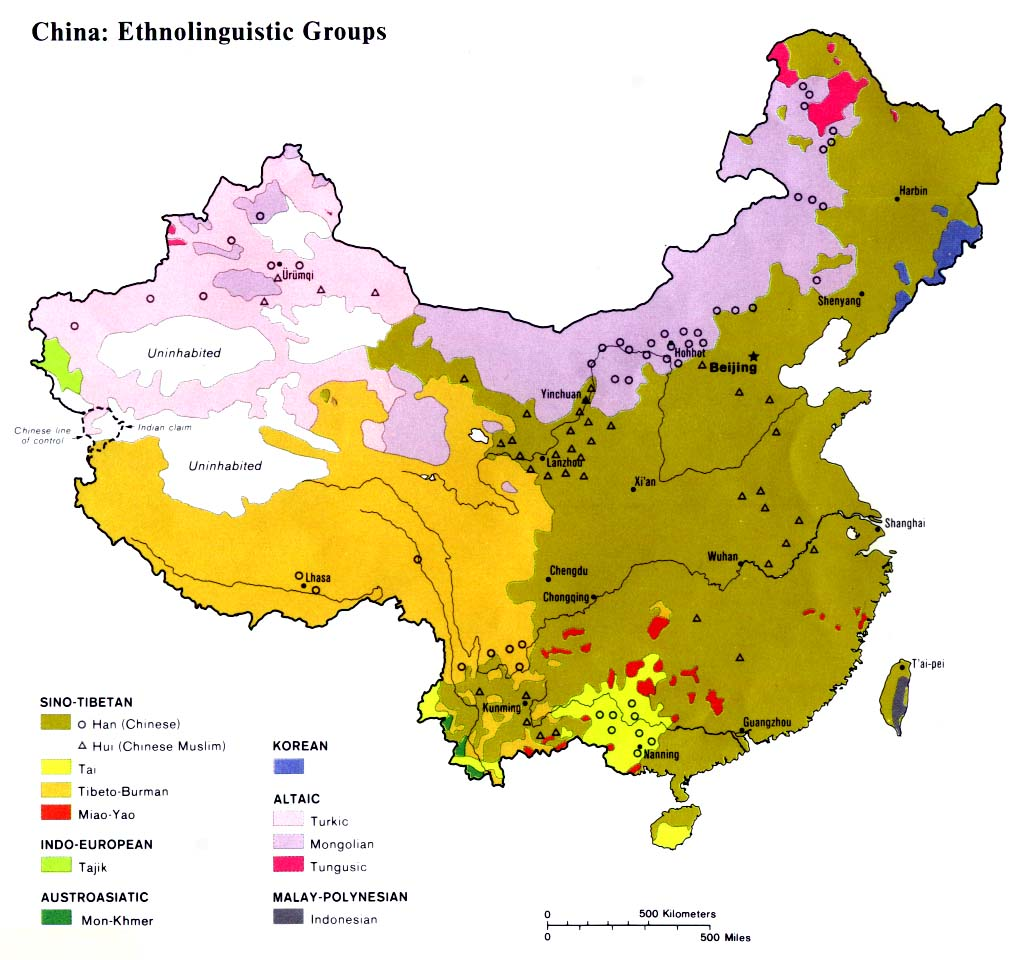
Mapa etnolinguístico da República Popular da China e da República da China (Taiwan).

Na República Popular da China vivem 56 grupos étnicos, 55 dos quais são considerados minorias étnicas. Os Han constituem a única maioria, sendo 91% da população. Além das 55 minorias,existem pequenos grupos étnicos não reconhecidos como tal pela China.

## Etnias oficialmente reconhecidas como grupos étnicos
Por ordem de tamanho são os seguintes os 56 grupos étnicos reconhecidos oficialmente pelo governo da China. 
| Etnia               | Pinyin           | Chinês Simplificado | Chinês Tradicional | População     |
| ------------------- | ---------------- | ------------------- | ------------------ | ------------- |
| han                 | Hàn Zú           | 汉族                | 漢族               | 1.230.117.207 |
| Zhuang              | Zhuàng Zú        | 壮族                | 壯族               | 16.178.811    |
| Manchú              | Mǎn Zú           | 满族                | 滿族               | 10.682.263    |
| Hui1                | Huí Zú           | 回族                | 回族               | 9.816.802     |
| Miao2               | Miáo Zú          | 苗族                | 苗族               | 8.940.116     |
| Uigur               | Wéiwúěr Zú       | 维吾尔族            | 維吾爾族           | 8.399.393     |
| Tujia               | Tǔjiā Zú         | 土家族              | 土家族             | 8.028.133     |
| Yi                  | Yí Zú            | 彝族                | 彝族               | 7.762.286     |
| Mongol              | Měnggǔ Zú        | 蒙古族              | 蒙古族             | 5.813.947     |
| Tibetana3           | Zàng Zú          | 藏族                | 藏族               | 5.416.021     |
| Buyei               | Bùyī Zú          | 布依族              | 布依族             | 2.971.460     |
| Dong                | Dòng Zú          | 侗族                | 侗族               | 2.960.293     |
| Yao                 | Yáo Zú           | 瑶族                | 瑤族               | 2.637.421     |
| Coreana             | Cháoxiǎn Zú      | 朝鲜族              | 朝鮮族             | 1.923.842     |
| Bai                 | Bái Zú           | 白族                | 白族               | 1.858.063     |
| Hani                | Hāní Zú          | 哈尼族              | 哈尼族             | 1.439.673     |
| Kazaja              | Hāsàkè Zú        | 哈萨克族            | 哈薩克族           | 1.250.458     |
| Li                  | Lí Zú            | 黎族                | 黎族               | 1.247.814     |
| Dai4                | Dǎi Zú           | 傣族                | 傣族               | 1.158.989     |
| She                 | Shē Zú           | 畲族                | 畲族               | 709.592       |
| Lisu                | Lìsù Zú          | 傈僳族              | 傈僳族             | 634.912       |
| Gelao               | Gēlǎo Zú         | 仡佬族              | 仡佬族             | 579.357       |
| Dongxiang           | Dōngxiāng Zú     | 东乡族              | 東鄉族             | 513.805       |
| Gaoshan5            | Gāoshān Zú       | 高山族              | 高山族             | 458.000       |
| Lahu                | Lāhù Zú          | 拉祜族              | 拉祜族             | 453.705       |
| Shui                | Shuǐ Zú          | 水族                | 水族               | 406.902       |
| Va                  | Wǎ Zú            | 佤族                | 佤族               | 396.610       |
| Naxi6               | Nàxī Zú          | 纳西族              | 納西族             | 308.839       |
| Qiang               | Qiāng Zú         | 羌族                | 羌族               | 306.072       |
| Tu                  | Tǔ Zú            | 土族                | 土族               | 241.198       |
| Mulao               | Mùlǎo Zú         | 仫佬族              | 仫佬族             | 207.352       |
| Xibe                | Xíbó Zú          | 锡伯族              | 錫伯族             | 188.824       |
| Kirguís             | Kēěrkèzī Zú      | 柯尔克孜族          | 柯爾克孜族         | 160.823       |
| Daur                | Dáwòěr Zú        | 达斡尔族            | 達斡爾族           | 132.394       |
| Jingpo7             | Jǐngpō Zú        | 景颇族              | 景頗族             | 132.143       |
| Maonan              | Màonán Zú        | 毛南族              | 毛南族             | 107.166       |
| Salar               | Sǎlá Zú          | 撒拉族              | 撒拉族             | 104.503       |
| Blang               | Bùlǎng Zú        | 布朗族              | 布朗族             | 91.882        |
| Tayika              | Tǎjíkè Zú        | 塔吉克族            | 塔吉克族           | 41.028        |
| Achang              | Āchāng Zú        | 阿昌族              | 阿昌族             | 33.936        |
| Pumi                | Pǔmǐ Zú          | 普米族              | 普米族             | 33.600        |
| Ewenki              | Èwēnkè Zú        | 鄂温克族            | 鄂温克族           | 30.505        |
| Nu                  | Nù Zú            | 怒族                | 怒族               | 28.759        |
| Gin8                | Jīng Zú          | 京族                | 京族               | 22.517        |
| Jino                | Jīnuò Zú         | 基诺族              | 基諾族             | 20.899        |
| De'ang              | Déáng Zú         | 德昂族              | 德昂族             | 17.935        |
| Bonan               | Bǎoān Zú         | 保安族              | 保安族             | 16.505        |
| Rusa                | Éluōsī Zú        | 俄罗斯族            | 俄羅斯族           | 15.609        |
| Yugur               | Yùgù Zú          | 裕固族              | 裕固族             | 13.719        |
| Uzbeka              | Wūzībiékè Zú     | 乌孜别克族          | 烏孜别克族         | 12.370        |
| Monba               | Ménbā Zú         | 门巴族              | 門巴族             | 8.923         |
| Oroqen              | Èlúnchūn Zú      | 鄂伦春族            | 鄂倫春族           | 8.196         |
| Derung              | Dúlóng Zú        | 独龙族              | 獨龍族             | 7.426         |
| Tártaros            | Tǎtǎěr Zú        | 塔塔尔族            | 塔塔爾族           | 4.890         |
| Hezhen9             | Hèzhé Zú         | 赫哲族              | 赫哲族             | 4.640         |
| Lhoba               | Luòbā Zú         | 珞巴族              | 珞巴族             | 2.965         |
| Não classificados10 | Wèi Shìbié Mínzú | 未识别民族          | 未識別民族         | 734.438       |

1Por vezes inclui os Utsuls de Hainan, descendentes da etnia cham refugiados

2Também conhecidos como Hmong

3Inclui os tibetanos de Amdo, e os tibetanos Khamba

4Também chamados Dai Lue, um dos grupos étnicos Tai

5O nome colectivo para todos os Aborígenes de grupos aborígenes em Taiwan

6Por vezes inclui os Mosuo, 摩梭人

7O mesmo grupo que Kinh ou chinês-vietnamita e historicamente denominado 越 (Yue)

8O mesmo grupo que Hezhen, do lado russo da fronteira

9Anomenats nanai da Rússia.

10Agrupamento de várias etnias que não gozam de reconhecimento oficial.

## Minorias étnicas não reconhecidas
Estas são as minorias étnicas que não são reconhecidas pelo governo da República Popular da China.
- Gejia (亻革家人, Gèjiā Rén).
- Bajia (八甲人, Bājiǎ Rén).
- Deng (僜人, Dèng Rén).
- Kemu (克木人, Kèmù Rén).
- Kucong (Simplificado: 苦聪人; Tradicional: 苦聰人; Kǔcōng Rén).
- Mang (芒人, Máng Rén).
- Sherpas (Simplificado: 夏尔巴人; Tradicional: 夏爾巴人; Xiàěrbā Rén).
- Tuvanos (图瓦人, Túwǎ Rén).
- Yi (羿人, Yìrén).
- Youtai (Simplificado: 犹太; Tradicional: 猶太; Yóutài) (Judeus da China e população judaica em geral).
- Imigrantes (外国人), ou caucásicos.
- Changpa
- Hoklo